# Tolimaduva
Tolimaduva (Leptotila conoveri) är en fåtalig fågel i familjen duvor inom ordningen duvfåglar.

## Utseende och läte
Tolimaduvan är en 25 cm lång satt marklevande duva. Den är blågrå på hjässa och nacke, övergående i mörkbrunt på resten av ovansidan. På huvudet syns vitt på panna och strupe, vitt öga med en bar, lysande röd ögonring och svart näbb. På resten av undersidan har den vinrött på halssidor och övre delen av bröstet som kontrasterar mot beige på nedre delen av bröstet och buken. Stjärten är gråbrun med små vita spetsar på de yttre stjärtpennorna. I flykten syns kanelröda vingtäckare. Lätet är okänt men troligen likt andra Leptotila-arter.

## Utbredning och systematik
Fågeln förekommer enbart i centrala Andernas östsluttning i Colombia, från Tolima till Huila. Den behandlas som monotypisk, det vill säga att den inte delas in i några underarter.

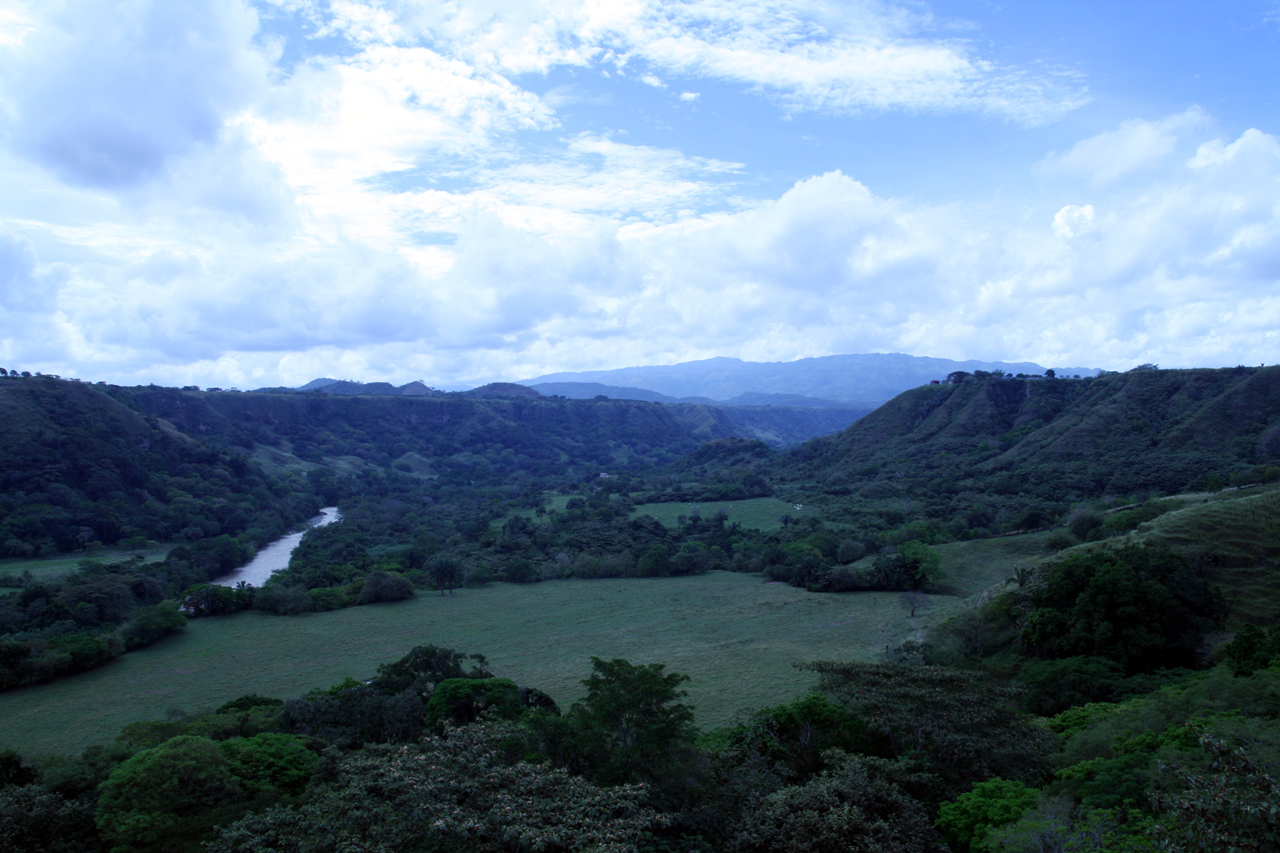
Coelloflodens dalgång nära Ibagué är ett av tolimaduvans starkaste fästen.

## Status och hot
Tolimaduvan är fåtalig, har ett rätt litet utbredningsområde och tros minska i antal. Internationella naturvårdsunionen IUCN listar den därför som nära hotad. Världsbeståndet uppskattas bestå av 10 000–20 000 vuxna individer.

## Namn
Fågelns vetenskapliga artnamn hedrar amerikanske ornitologen Henry Boardman Conover (1892–1950).